# 24 ur Le Mansa 2005
24 ur Le Mansa 2005 je bila triinsedemdeseta vzdržljivostna dirka 24 ur Le Mansa. Potekala je 18. in 19. junija 2005.

## Rezultati

### Uvrščeni
NC = neuvrščeni - niso prevozili 70% razdalje zmagovalca, DNF = odstop, DNS = niso štartali
| Poz    | Razred | Št | Moštvo                                            | Dirkači                                               | Šasija                    | Gume | Krogi |
| Poz    | Razred | Št | Moštvo                                            | Dirkači                                               | Motor                     | Gume | Krogi |
| ------ | ------ | -- | ------------------------------------------------- | ----------------------------------------------------- | ------------------------- | ---- | ----- |
| 1      | LMP1   | 3  | ADT Champion Racing                               | Tom Kristensen JJ Lehto Marco Werner                  | Audi R8                   | M    | 370   |
| 1      | LMP1   | 3  | ADT Champion Racing                               | Tom Kristensen JJ Lehto Marco Werner                  | Audi 3.6L Turbo V8        | M    | 370   |
| 2      | LMP1   | 16 | Pescarolo Sport                                   | Emmanuel Collard Jean-Christophe Boullion Erik Comas  | Pescarolo C60 Hybrid      | M    | 368   |
| 2      | LMP1   | 16 | Pescarolo Sport                                   | Emmanuel Collard Jean-Christophe Boullion Erik Comas  | Judd GV5 5.0L V10         | M    | 368   |
| 3      | LMP1   | 2  | ADT Champion Racing                               | Frank Biela Allan McNish Emanuele Pirro               | Audi R8                   | M    | 364   |
| 3      | LMP1   | 2  | ADT Champion Racing                               | Frank Biela Allan McNish Emanuele Pirro               | Audi 3.6L Turbo V8        | M    | 364   |
| 4      | LMP1   | 4  | Audi PlayStation Team Oreca                       | Franck Montagny Jean-Marc Gounon Stephane Ortelli     | Audi R8                   | M    | 362   |
| 4      | LMP1   | 4  | Audi PlayStation Team Oreca                       | Franck Montagny Jean-Marc Gounon Stephane Ortelli     | Audi 3.6L Turbo V8        | M    | 362   |
| 5      | GT1    | 64 | Corvette Racing                                   | Oliver Gavin Olivier Beretta Jan Magnussen            | Chevrolet Corvette C6.R   | M    | 349   |
| 5      | GT1    | 64 | Corvette Racing                                   | Oliver Gavin Olivier Beretta Jan Magnussen            | Chevrolet 7.0L V8         | M    | 349   |
| 6      | GT1    | 63 | Corvette Racing                                   | Ron Fellows Max Papis Johnny O'Connell                | Chevrolet Corvette C6.R   | M    | 347   |
| 6      | GT1    | 63 | Corvette Racing                                   | Ron Fellows Max Papis Johnny O'Connell                | Chevrolet 7.0L V8         | M    | 347   |
| 7      | LMP1   | 10 | Racing for Holland                                | Jan Lammers Elton Julian John Bosch                   | Dome S101                 | D    | 346   |
| 7      | LMP1   | 10 | Racing for Holland                                | Jan Lammers Elton Julian John Bosch                   | Judd GV4 4.0L V10         | D    | 346   |
| 8      | LMP1   | 12 | Courage Compétition                               | Dominik Schwager Alexander Frei Christian Vann        | Courage C60H              | Y    | 339   |
| 8      | LMP1   | 12 | Courage Compétition                               | Dominik Schwager Alexander Frei Christian Vann        | Judd GV4 4.0L V10         | Y    | 339   |
| 9      | GT1    | 59 | Aston Martin Racing                               | David Brabham Stéphane Sarrazin Darren Turner         | Aston Martin DBR9         | M    | 333   |
| 9      | GT1    | 59 | Aston Martin Racing                               | David Brabham Stéphane Sarrazin Darren Turner         | Aston Martin 6.0L V12     | M    | 333   |
| 10     | GT2    | 71 | Alex Job Racing                                   | Mike Rockenfeller Marc Lieb Leo Hindery               | Porsche 911 GT3-RSR       | Y    | 332   |
| 10     | GT2    | 71 | Alex Job Racing                                   | Mike Rockenfeller Marc Lieb Leo Hindery               | Porsche 3.6L Flat-6       | Y    | 332   |
| 11     | GT2    | 90 | Peterson Motorsports White Lightning Racing       | Jörg Bergmeister Patrick Long Timo Bernhard           | Porsche 911 GT3-RSR       | M    | 331   |
| 11     | GT2    | 90 | Peterson Motorsports White Lightning Racing       | Jörg Bergmeister Patrick Long Timo Bernhard           | Porsche 3.6L Flat-6       | M    | 331   |
| 12     | GT1    | 50 | Larbre Compétition                                | Patrice Goueslard Olivier Dupard Vincent Vosse        | Ferrari 550-GTS Maranello | M    | 324   |
| 12     | GT1    | 50 | Larbre Compétition                                | Patrice Goueslard Olivier Dupard Vincent Vosse        | Ferrari F133 5.9L V12     | M    | 324   |
| 13     | GT2    | 80 | Flying Lizard Motorsports                         | Johannes van Overbeek Lonnie Pechnik Seth Neiman      | Porsche 911 GT3-RSR       | M    | 323   |
| 13     | GT2    | 80 | Flying Lizard Motorsports                         | Johannes van Overbeek Lonnie Pechnik Seth Neiman      | Porsche 3.6L Flat-6       | M    | 323   |
| 14     | LMP1   | 7  | Creation Autosportif Ltd.                         | Nicolas Minassian Jamie Capmbell-Walter Andy Wallace  | DBA 03S                   | M    | 322   |
| 14     | LMP1   | 7  | Creation Autosportif Ltd.                         | Nicolas Minassian Jamie Capmbell-Walter Andy Wallace  | Judd GV4 4.0L V10         | M    | 322   |
| 15     | GT2    | 76 | IMSA Performance                                  | Raymond Narac Sebastien Dumez Romain Dumas            | Porsche 911 GT3-RS        | M    | 322   |
| 15     | GT2    | 76 | IMSA Performance                                  | Raymond Narac Sebastien Dumez Romain Dumas            | Porsche 3.6L Flat-6       | M    | 322   |
| 16     | LMP1   | 18 | Rollcentre Racing                                 | Martin Short João Barbosa Vanina Ickx                 | Dallara LMP               | M    | 318   |
| 16     | LMP1   | 18 | Rollcentre Racing                                 | Martin Short João Barbosa Vanina Ickx                 | Judd GV4 4.0L V10         | M    | 318   |
| 17     | GT1    | 61 | Cirtek Motorsport Russian Age Racing Convers Team | Nikolai Fomenko Alexei Vasiliev Christophe Bouchut    | Ferrari 550-GTS Maranello | M    | 315   |
| 17     | GT1    | 61 | Cirtek Motorsport Russian Age Racing Convers Team | Nikolai Fomenko Alexei Vasiliev Christophe Bouchut    | Ferrari F133 5.9L V12     | M    | 315   |
| 18     | GT2    | 72 | Luc Alphand Aventures                             | Luc Alphand Jerome Pelicand Christopher Campbell      | Porsche 911 GT3-RS        | M    | 311   |
| 18     | GT2    | 72 | Luc Alphand Aventures                             | Luc Alphand Jerome Pelicand Christopher Campbell      | Porsche 3.6L Flat-6       | M    | 311   |
| 19     | GT2    | 89 | Sebah Automotive Ltd.                             | Lars-Erik Nielsen Thorkild Thyrring Pierre Ehret      | Porsche 911 GT3-RSR       | D    | 307   |
| 19     | GT2    | 89 | Sebah Automotive Ltd.                             | Lars-Erik Nielsen Thorkild Thyrring Pierre Ehret      | Porsche 3.6L Flat-6       | D    | 307   |
| 20     | LMP2   | 25 | Ray Mallock, Ltd. (RML)                           | Thomas Erdos Mike Newton Warren Hughes                | MG-Lola EX264             | M    | 304   |
| 20     | LMP2   | 25 | Ray Mallock, Ltd. (RML)                           | Thomas Erdos Mike Newton Warren Hughes                | Judd XV675 3.4L V8        | M    | 304   |
| 21     | LMP2   | 36 | Paul Belmondo Racing                              | Karim A. Ojjeh Claude-Yves Gosselin Adam Sharpe       | Courage C65               | M    | 300   |
| 21     | LMP2   | 36 | Paul Belmondo Racing                              | Karim A. Ojjeh Claude-Yves Gosselin Adam Sharpe       | Ford (AER) 2.0L Turbo I4  | M    | 300   |
| 22     | LMP2   | 37 | Paul Belmondo Racing                              | Didier Andre Paul Belmondo Rick Sutherland            | Courage C65               | M    | 294   |
| 22     | LMP2   | 37 | Paul Belmondo Racing                              | Didier Andre Paul Belmondo Rick Sutherland            | Ford (AER) 2.0L Turbo I4  | M    | 294   |
| 23     | GT2    | 83 | Seikel Motorsport                                 | Philip Collin David Shep Horst Felbermayr, Sr.        | Porsche 911 GT3-RSR       | Y    | 274   |
| 23     | GT2    | 83 | Seikel Motorsport                                 | Philip Collin David Shep Horst Felbermayr, Sr.        | Porsche 3.6L Flat-6       | Y    | 274   |
| 24     | LMP2   | 30 | Kruse Motorsport Ltd.                             | Tim Mullen Ian Mitchell Phil Bennett                  | Courage C65               | P    | 268   |
| 24     | LMP2   | 30 | Kruse Motorsport Ltd.                             | Tim Mullen Ian Mitchell Phil Bennett                  | Judd XV675 3.4L V8        | P    | 268   |
| 25 NC  | LMP1   | 9  | Team Jota Zytek Engineering Ltd.                  | Sam Hignett John Stack Haruki Karusawa                | Zytek 04S                 | D    | 325   |
| 25 NC  | LMP1   | 9  | Team Jota Zytek Engineering Ltd.                  | Sam Hignett John Stack Haruki Karusawa                | Zytek ZG348 3.4L V8       | D    | 325   |
| 26 NC  | GT2    | 95 | Racesport Peninsula TVR                           | John Hartshorne Richard Stanton Piers Johnson         | TVR Tuscan T400R          | D    | 256   |
| 26 NC  | GT2    | 95 | Racesport Peninsula TVR                           | John Hartshorne Richard Stanton Piers Johnson         | TVR Speed Six 4.0L I6     | D    | 256   |
| 27 NC  | LMP2   | 24 | Rachel Welter                                     | Yojiro Terada Patrick Roussel William Binnie          | WR LMP04                  | P    | 233   |
| 27 NC  | LMP2   | 24 | Rachel Welter                                     | Yojiro Terada Patrick Roussel William Binnie          | Peugeot 2.0L Turbo I4     | P    | 233   |
| 28 DNF | GT1    | 58 | Aston Martin Racing                               | Peter Kox Pedro Lamy Tomas Enge                       | Aston Martin DBR9         | M    | 327   |
| 28 DNF | GT1    | 58 | Aston Martin Racing                               | Peter Kox Pedro Lamy Tomas Enge                       | Aston Martin 6.0L V12     | M    | 327   |
| 29 DNF | LMP1   | 17 | Pescarolo Sport                                   | Soheil Ayari Eric Hélary Sebastian Loeb               | Pescarolo C60 Hybrid      | M    | 288   |
| 29 DNF | LMP1   | 17 | Pescarolo Sport                                   | Soheil Ayari Eric Hélary Sebastian Loeb               | Judd GV5 5.0L V10         | M    | 288   |
| 30 DNF | GT2    | 92 | Cirtek Motorsport Conversbank                     | Stefan Eriksson Joe Macari Rob Wilson                 | Ferrari 360 Modena GTC    | D    | 218   |
| 30 DNF | GT2    | 92 | Cirtek Motorsport Conversbank                     | Stefan Eriksson Joe Macari Rob Wilson                 | Ferrari F131 3.6L V8      | D    | 218   |
| 31 DNF | LMP1   | 5  | Jim Gainer International                          | Ryo Michigami Seiji Ara Katsutomo Kaneishi            | Dome S101Hb               | D    | 193   |
| 31 DNF | LMP1   | 5  | Jim Gainer International                          | Ryo Michigami Seiji Ara Katsutomo Kaneishi            | Mugen MF408S 4.0L V8      | D    | 193   |
| 32 DNF | GT2    | 78 | Panoz Motor Sports                                | Patrick Bourdais Bryan Sellers Marino Franchitti      | Panoz Esperante GT-LM     | P    | 185   |
| 32 DNF | GT2    | 78 | Panoz Motor Sports                                | Patrick Bourdais Bryan Sellers Marino Franchitti      | Ford (Elan) 5.0L V8       | P    | 185   |
| 33 DNF | LMP2   | 35 | G-Force Racing / Bokkenrijders                    | Val Hillebrand Franck Hahn Gavin Pickering            | Courage C65               | D    | 183   |
| 33 DNF | LMP2   | 35 | G-Force Racing / Bokkenrijders                    | Val Hillebrand Franck Hahn Gavin Pickering            | Judd XV675 3.4L V8        | D    | 183   |
| 34 DNF | GT2    | 92 | T2M Motorsport                                    | Yutaka Yamagashi Xavier Pompidou Jean-Luc Blanchemain | Porsche 911 GT3-RS        | D    | 183   |
| 34 DNF | GT2    | 92 | T2M Motorsport                                    | Yutaka Yamagashi Xavier Pompidou Jean-Luc Blanchemain | Porsche 3.6L Flat-6       | D    | 183   |
| 35 DNF | LMP1   | 8  | Rollcentre Racing                                 | Michael Krumm Bobby Verdon-Roe Harold Primat          | Dallara LMP               | M    | 133   |
| 35 DNF | LMP1   | 8  | Rollcentre Racing                                 | Michael Krumm Bobby Verdon-Roe Harold Primat          | Nissan 3.6L Turbo V6      | M    | 133   |
| 36 DNF | LMP2   | 32 | Intersport Racing                                 | Liz Halliday Sam Hancock Gregor Fisken                | Lola B05/40               | G    | 119   |
| 36 DNF | LMP2   | 32 | Intersport Racing                                 | Liz Halliday Sam Hancock Gregor Fisken                | AER P07 2.0L Turbo I4     | G    | 119   |
| 37 DNF | LMP2   | 34 | Miracle Motorsports                               | John Macaluso Ian James Andy Lally                    | Courage C65               | K    | 115   |
| 37 DNF | LMP2   | 34 | Miracle Motorsports                               | John Macaluso Ian James Andy Lally                    | AER P07 2.0L Turbo I4     | K    | 115   |
| 38 DNF | LMP2   | 31 | Noel del Bello Racing                             | Romain Iannetta Christophe Pillon Ni Amorim           | Courage C65               | M    | 99    |
| 38 DNF | LMP2   | 31 | Noel del Bello Racing                             | Romain Iannetta Christophe Pillon Ni Amorim           | CG-Mecachrome 3.4L V8     | M    | 99    |
| 39 DNF | GT1    | 69 | JMB Racing                                        | Jean-René De Fournoux Stephane Daoudi Jim Matthews    | Ferrari 575-GTC           | P    | 84    |
| 39 DNF | GT1    | 69 | JMB Racing                                        | Jean-René De Fournoux Stephane Daoudi Jim Matthews    | Ferrari F133 6.0L V12     | P    | 84    |
| 40 DNF | GT2    | 85 | Spyker Squadron b.v.                              | Tom Coronel Peter van Merksteijn Donny Crevels        | Spyker C8 Spyder GT2-R    | D    | 76    |
| 40 DNF | GT2    | 85 | Spyker Squadron b.v.                              | Tom Coronel Peter van Merksteijn Donny Crevels        | Audi 3.8L V8              | D    | 76    |
| 41 DNF | GT2    | 93 | Scuderia Ecosse                                   | Anthony Kirkaldy Nathan Kinch Anthony Reid            | Ferrari 360GT Modena      | P    | 70    |
| 41 DNF | GT2    | 93 | Scuderia Ecosse                                   | Anthony Kirkaldy Nathan Kinch Anthony Reid            | Ferrari F131 3.6L V8      | P    | 70    |
| 42 DNF | GT1    | 51 | BMS Scuderia Italia                               | Fabrizio Gollin Christian Pescatori Miguel Ramos      | Ferrari 550-GTS Maranello | P    | 67    |
| 42 DNF | GT1    | 51 | BMS Scuderia Italia                               | Fabrizio Gollin Christian Pescatori Miguel Ramos      | Ferrari F133 5.9L V12     | P    | 67    |
| 43 DNF | GT1    | 52 | BMS Scuderia Italia                               | Michele Bartyan Matteo Malucelli Toni Seiler          | Ferrari 550-GTS Maranello | P    | 60    |
| 43 DNF | GT1    | 52 | BMS Scuderia Italia                               | Michele Bartyan Matteo Malucelli Toni Seiler          | Ferrari F133 5.9L V12     | P    | 60    |
| 44 DNF | LMP2   | 23 | Gerard Welter                                     | Jean-Bernard Bouvet Robert Julien Sylvain Boulay      | WR LMP04                  | P    | 53    |
| 44 DNF | LMP2   | 23 | Gerard Welter                                     | Jean-Bernard Bouvet Robert Julien Sylvain Boulay      | Peugeot ES9J4S 3.4L V6    | P    | 53    |
| 45 DNF | LMP1   | 13 | Courage Compétition                               | Jonathan Cochet Shinji Nakano Bruce Jouanny           | Courage C60H              | Y    | 52    |
| 45 DNF | LMP1   | 13 | Courage Compétition                               | Jonathan Cochet Shinji Nakano Bruce Jouanny           | Judd GV4 4.0L V10         | Y    | 52    |
| 46 DNF | LMP2   | 20 | Pierre Bruneau                                    | Pierre Bruneau Marc Rostan Philippe Haezenbrouck      | Pilbeam MP93              | M    | 32    |
| 46 DNF | LMP2   | 20 | Pierre Bruneau                                    | Pierre Bruneau Marc Rostan Philippe Haezenbrouck      | JPX 3.4L V6               | M    | 32    |
| 47 DNF | LMP2   | 39 | Chamberlain-Synergy Motorsport                    | Bob Berridge Gareth Evans Peter Owen                  | Lola B05/40               | D    | 30    |
| 47 DNF | LMP2   | 39 | Chamberlain-Synergy Motorsport                    | Bob Berridge Gareth Evans Peter Owen                  | AER P07 2.0L Turbo I4     | D    | 30    |
| 48 DNF | LMP2   | 33 | Intersport Racing Cirtek Motorsport               | Juan Barazi Sergei Zlobin Bastien Briere              | Courage C65               | M    | 30    |
| 48 DNF | LMP2   | 33 | Intersport Racing Cirtek Motorsport               | Juan Barazi Sergei Zlobin Bastien Briere              | AER P07 2.0L Turbo I4     | M    | 30    |
| 49 DNF | GT2    | 77 | Panoz Motor Sports                                | Bill Auberlen Robin Liddell Scott Maxwell             | Panoz Esperante GT-LM     | P    | 30    |
| 49 DNF | GT2    | 77 | Panoz Motor Sports                                | Bill Auberlen Robin Liddell Scott Maxwell             | Ford (Elan) 5.0L V8       | P    | 30    |

### Statistika
- Najboljši štartni položaj - #16 Pescarolo Sport - 3:34.715
- Najhitrejši krog - #16 Pescarolo Sport - 3:34.968
- Razdalja - 5050.5km
- Povprečna hitrost - 210.216km/h

### Dobitniki nagrad
- Index of Thermal Efficiency - #59 Aston Martin Racing